# Луїс Феліпе
Луїс Фелі́пе (порт. Luis Phelipe; нар. 12 лютого 2001, Сантус) — бразильський футболіст, півзахисник молдовського клубу «Шериф». 
Виступав також за клуби «Ред Булл» та КСМ Політехніка.
Чемпіон Румунії.

## Ігрова кар'єра
Народився 12 лютого 2001 року в місті Сантус.
У дорослому футболі дебютував 2019 року виступами за команду «Ред Булл Бразіл».
Протягом 2019 року захищав кольори клубу «Брагантіно».
Своєю грою за останню команду привернув увагу представників тренерського штабу клубу «Ред Булл», до складу якого приєднався 2019 року. Відіграв за команду із Зальцбурга менш як один рік своєї ігрової кар'єри.
У 2019 році орендований клубом «Ліферінг», у складі якого провів наступний рік своєї кар'єри гравця.
З 2020 року один сезон захищав кольори клубу «Ред Булл Брагантіно» як орендований гравець.
З 2021 року один сезон захищав кольори клубу «Лугано» як орендований гравець.
Протягом 2022 року захищав кольори клубу «Атлетіко Гояніенсе». Також протягом частини 2022 року захищав кольори клубу «Наутіко Капібарібе» як орендований гравець.
Протягом частини 2023 року захищав кольори клубів «Ботафогу» та «Пайсанду» (Белен).
З 2023 року один сезон захищав кольори клубу КСМ Політехніка.
До складу клубу «ФКСБ» приєднався 2024 року. Відіграв за бухарестську команду 17 матчів у національному чемпіонаті.

## Титули і досягнення
- Чемпіон Румунії[10] (1):

«ФКСБ»: 2023–2024
- Володар Суперкубка Румунії[10] (1):

«ФКСБ»: 2024
- Володар Кубка Молдови (1):

«Шериф»: 2024–2025